# Sphactérie
Sphactérie (grec moderne : Σφακτηρία) est une île de Messénie, située à l'entrée du golfe de Pylos.

## Géographie
Sa longueur avoisine les 4 600 mètres et sa largeur varie entre 500 et 1 000 mètres. Ses côtes à l'intérieur de la baie sont des falaises à pic d'une centaine de mètres par endroits. Le sommet de l'île atteint 137 mètres. Elle est séparée de la côte du Péloponnèse par la baie de Pylos ou Navarin, large au plus de 3 500 mètres. Au nord, la passe de Sikia, large de 100 m et profonde de 2 mètres, la sépare du promontoire de Koryphason. Au sud, la passe de Navarin est large de mille mètres.

## Histoire
L'île est inhabitée pendant la plus grande partie de l'Antiquité, avant d'être occupée par Sparte afin d'empêcher Athènes d'y mouiller sa flotte. Elle est le théâtre de la victoire athénienne de Sphactérie au cours de la guerre du Péloponnèse entre les troupes athéniennes et spartiates. Cette victoire des Athéniens sur l'infanterie spartiate met fin au mythe d'invincibilité et de courage des hoplites spartiates depuis les guerres médiques et aboutit à la Paix de Nicias qui suspend les hostilités entre les belligérants pendant huit ans.

Sur le mont Ilias, sommet de l'île, on peut voir les restes d'un fort antique à tours carrées en pierres sèches.
En mai 1825, au cours de la guerre d'indépendance, elle est le théâtre d'une défaite des insurgés grecs battus par Ibrahim Pacha. La grotte de Tsamados rappelle la mémoire d'un capitaine grec d'Hydra, tué lors du désastre ; plus au nord, une pyramide est le monument funéraire consacré à un philhellène tombé à la même bataille, le comte Santorre de Santa Rosa.
Le 20 octobre 1827, elle voit s'affronter les flottes russo-franco-britannique et égypto-turque lors de la bataille de Navarin.
À l'extrémité sud de l'île, se trouve le tombeau d'un officier français, le capitaine Mallet. Dans la baie de Panagoula, à côté d'une chapelle s'élève le monument aux marins russes morts lors de la bataille de Navarin.